# The Wildest Dream
The Wildest Dream és una pel·lícula documental teatralitzada de 2010, que tracta sobre l'escalador britànic George Mallory, que va desaparèixer a l'Everest el 1924 amb el seu company, Andrew Irvine. La pel·lícula intercala dues històries: una sobre l'escalador Conrad Anker (que va descobrir el cos de Mallory a l'Everest el 1999) que torna a la muntanya per investigar la desaparició de Mallory; i l'altra sobre la biografia de Mallory explicada a partir de cartes (llegides per Ralph Fiennes i Natasha Richardson), imatges originals de la dècada de 1920 i fotografies d'arxiu. La pel·lícula va ser estrenada als Estats Units i en pantalles gegants de cinemes de tot el món per National Geographic Entertainment l'agost de 2010 sota el títol The Wildest Dream: Conquest of Everest. La pel·lícula va ser estrenada al Regne Unit per Serengeti Entertainment el setembre de 2010 amb el títol The Wildest Dream.
Va ser la darrera pel·lícula de Natasha Richardson. Va enregistrar la seva veu per interpretar Ruth Mallory només dos mesos abans de la seva mort, el 18 de març de 2009.

## Repartiment
- Conrad Anker
- Hugh Dancy com Andrew Irvine (veu)
- Ralph Fiennes com George Mallory (veu)
- Leo Houlding
- Liam Neeson com a narrador (veu)
- Natasha Richardson com Ruth Mallory (veu)
- Alan Rickman com Noel Odell (veu)

## Recepció
La pel·lícula va rebre el premi a la millor pel·lícula d'aventures al Festival Internacional de Cinema de Boulder. També va rebre un total de 76% al tomatòemtre de la pàgina web Rotten Tomatoes.
The Wildest Dream també va rebre nombroses crítiques positives quan va ser estrenada als Estats Units. Andrew Barker, de la revista Variety, la va descriure com "impressionant de veure", escrivint que "la pel·lícula conté un nombre d'escenes inspiradores i il·lustracions precioses fetes per ordinador de tot el recorregut dels exploradors que van atacar la muntanya". Kenneth Turan va escriure a Los Angeles Times que la pel·lícula "barreja una gran quantitat de material divers" mentre que "el narrador, Liam Neeson, i les ves en off de Natasha Richardson, Hugh Dancy i Alan Rickman representen una poderosa obra excepcional". Pam Grady de Boxoffice va publicar sobre la pel·lícula que "és una història commovedora i una visualització corprenedora."
La pel·lícula també va rebre crítiques positives al Regne Unit. Anna Smith, de la revista Empire, va comentar que "la història del fatal ascens de Mallory està ben explicada, la fotografia de la muntanya és espectacular i les imatges d'arxiu antigues recorden un temps qual el món encara tenia cims per conquerir". Carmen Gray la va descriure com "captivadora i seductora" a Sight & Sound, tot i que va tenir la sensació que "l'equivalència de les expedicions de vegades semblaven forçades".